# Крені (Псковська область)
Крені (рос. Крени) — присілок в Островському районі Псковської області Російської Федерації.
Населення становить 27 осіб. Входить до складу муніципального утворення Горайська волость.

## Історія
Від 2015 року входить до складу муніципального утворення Горайська волость.

## Населення
| 2001 | 2002 | 2010 |
| ---- | ---- | ---- |
| 18   | ↘9   | ↗27  |